# Kenshikan
Kenshikan Kenpo Karate Do (branche du Shito-ryu), créée par Maître Kenji Kusano. 